# Автошлях Т 2119
Автошля́х Т 2119 — територіальний автомобільний шлях в Україні, Наталине — Зачепилівка — E105 М18. Проходить територією Берестинського району Харківської області.
Починається в селі Наталине на перетині з автотрасою E105 М18. Далі йде через села Мартинівка, Вознесенське, Гадяч, Кам'янка, Вільховий Ріг, Абазівка, Миколаївка (Т 2118), смт Зачепилівка, Сомівка, Семенівка, Зіньківщина, E105 М18.
Загальна довжина — 45,7 км.